# Forêt nationale de Gunnison
Pour les articles homonymes, voir Gunnison.
La forêt nationale de Gunnison, en anglais Gunnison National Forest, est une forêt nationale américaine située dans l'ouest du Colorado. Couvrant 6 767 km2, cette aire protégée créée le 13 juin 1905 est gérée par le Service des forêts des États-Unis.